# الکساندر فشچنکو
الکساندر فشچنکو (اوکراینی: Олександр Михайлович Фещенко؛ زادهٔ ۲ ژانویهٔ ۱۹۸۵) بازیکن فوتبال اهل اوکراین است.